# Antoine Christophe Saliceti
Antoine Christophe Saliceti (ochrzczony jako Antonio Cristoforo Saliceti: cos. Antoniu Cristufaru Saliceti; ur. 26 sierpnia 1757 w Saliceto  – zm. 23 grudnia 1809 w Neapolu) – polityk oraz dyplomata francuski z okresu rewolucji francuskiej i Cesarstwa Francuskiego

## Początki kariery
Saliceti urodził się na Korsyce w okresie, gdy wyspa ta funkcjonowała jako suwerenne państwo o nazwie Republika Korsykańska. W latach 1768–1769 ojczyzna Salicetiego znajdowała się pod okupacją sił francuskich i ostatecznie została przyłączona do Francji. Po ukończeniu studiów prawniczych we włoskiej Toskanii, Saliceti rozpoczął karierę prawniczą w Wyższej Radzie w Bastii, głównym ośrodku miejskim Korsyki. W roku 1789 wybrano go na przedstawiciela stanu trzeciego na obrady Stanów Generalnych.
Jako poseł do Konwentu Narodowego Saliceti związał się z tzw. Górą, czyli obozem politycznym zdominowanym przez jakobinów. W dniu 15 stycznia 1793 głosował za karą śmierci dla króla Ludwika XVI (nazywanego wówczas oficjalnie "obywatelem Kapetem"). Z ramienia Konwentu udał się na ojczystą Korsykę, gdzie śledził poczynania korsykańskiego działacza politycznego Pasquale'a Paoliego, a poza tym wprowadzał tam w życie pryncypia tzw. terroru jakobińskiego. Wkrótce jednak odwołano go stamtąd do Prowansji, gdzie uczestniczył w tłumieniu buntów w Marsylii oraz w Tulonie. W tym okresie działalności poznał swojego rodaka z Korsyki, Napoleona Bonaparte. Saliceti wspierał przyszłego cesarza Francuzów w rozwoju jego kariery.

## W okresie Dyrektoriatu, Konsulatu oraz Cesarstwa
Ze względu na bliskie relacje z Maksymilianem Robespierre'm, Saliceti został po przewrocie termidoriańskim postawiony przed trybunałem. Od gilotyny ocaliła go amnestia udzielona przez Dyrektoriat – nowy organ władzy wykonawczej we Francji, utworzony po obaleniu rządów jakobinów. W roku 1796 Salicetiemu powierzono misję utworzenia francuskiej armii republikańskiej na Półwyspie Apenińskim, a także w obydwu departamentach korsykańskich. Poza tym został członkiem Rady Pięciuset i wykonywał zlecone przez Dyrektoriat zadania w Republice Liguryjskiej.
Saliceti przejawiał nieprzychylny stosunek do przeprowadzonego przez Napoleona zamachu stanu z 18 brumaire'a, który doprowadził do powstania Konsulatu (9 listopada 1799). Mimo to Bonaparte uczynił Salicetiego swoim przedstawicielem w Republice Lukki (w latach 1801-1802) oraz w Republice Liguryjskiej. W roku 1805 Saliceti działał na rzecz przyłączenia jej terytorium do Cesarstwa Francuskiego. Z kolei w roku 1806 towarzyszył Józefowi Bonaparte w drodze do Królestwa Neapolu, gdzie starszy brat Napoleona zasiadł na tronie. Saliceti zmarł w Neapolu w zagadkowych okolicznościach. Przypuszcza się, że mógł zostać otruty.